# 1995 BW1
1995 BW1 är en asteroid i huvudbältet som upptäcktes den 27 januari 1995 av den japanska astronomen Takao Kobayashi vid Ōizumi-observatoriet.
Asteroiden har en diameter på ungefär 3 kilometer.